# Agromyza megalopsis
Agromyza megalopsis är en tvåvingeart som beskrevs av Erich Martin Hering 1933. Agromyza megalopsis ingår i släktet Agromyza och familjen minerarflugor.
Artens utbredningsområde är Tyskland. Inga underarter finns listade i Catalogue of Life.